# Bogey (motorfiets)
Bogey is een historisch merk van motorfietsen.
De Bogey-motorfietsen werden in 1929 gebouwd. Ze hadden een technisch interessant 350 cc-motorblok.